# Rottenbach, Oberösterreich
Rottenbach är en ort och kommun i Österrike. Den ligger i distriktet Grieskirchen i förbundslandet Oberösterreich, 200 kilometer väster om huvudstaden Wien.
Kommunen består av 19 orter (Ortschaften) (inom parentes invånarantal 1 januari 2024):

- Frei (124)
- Großwaldenberg (39)
- Holzhäuseln (72)
- Höbeting (33)
- Innernsee (160)
- Kleinwaldenberg (9)
- Lamperstorf (14)
- Mösenpoint (60)
- Mühllehen (32)
- Parz (48)
- Pommersberg (15)
- Poppenreith (39)
- Rappoltsberg (7)
- Rottenbach (118)
- Schachet (20)
- Stötten (41)
- Watzing (48)
- Weeg (205)
- Winkling (49)